# Reinaert de Vosstraat 27
Reinaert de Vosstraat 27 is een gebouw aan de Reinaert de Vosstraat in Amsterdam Oud-West.

## Gebouw
Het gebouw is ontworpen door het architectenduo Evers en Sarlemijn, die voor deze buurt in Amsterdam meer panden ontwierpen. Zij tekenden voor deze plek een zogenaamde halschool (lokalen komen uit op centrale hal) in de stijl van de Bossche School. Er werd in 1959 en 1960 aan gebouwd en werd opgeleverd als de Sint Hubertusschool. Die school, voluit "Rooms Katholieke Horeca- en Brood- en Banketbakkersvakschool St. Hubertus", herbergde een horeca-opleidingsinstelling (modelschool voor horecabedrijven) voor koks, kelners, bakkers en banketbakkers.  De bakkers- en banketopleidingen bleven tot 2015 in het gebouw gevestigd. Daarna kende het wisselende bestemmingen tot aan daklozenopvang aan toe. In 2020 stond het leeg.
Het gebouw werd in 2007 op de lijst Top 100 van het naoorlogs erfgoed geplaatst, daarop stonden ook andere gebouwen van Evers en Sarlemijn. Op 10 februari 2009 kreeg het gebouw de status van gemeentelijk monument.

## Beeld
Als aandenken aan de oorspronkelijke bestemming staat voor de centrale toegang het beeld Sint Hubertus van Niel Steenbergen. Steenbergen gaf de patroonheilige van de jacht Hubertus van Luik (Sint Hubertus) weer in een zuil en beeld. De ronde zuil met beeldhouwwerk draagt een haast tweedimensionaal beeld van de heilige; het lijkt daarmee sterk op de penningen die Steenbergen maakte. Van het beeld is overigens weinig bekend.

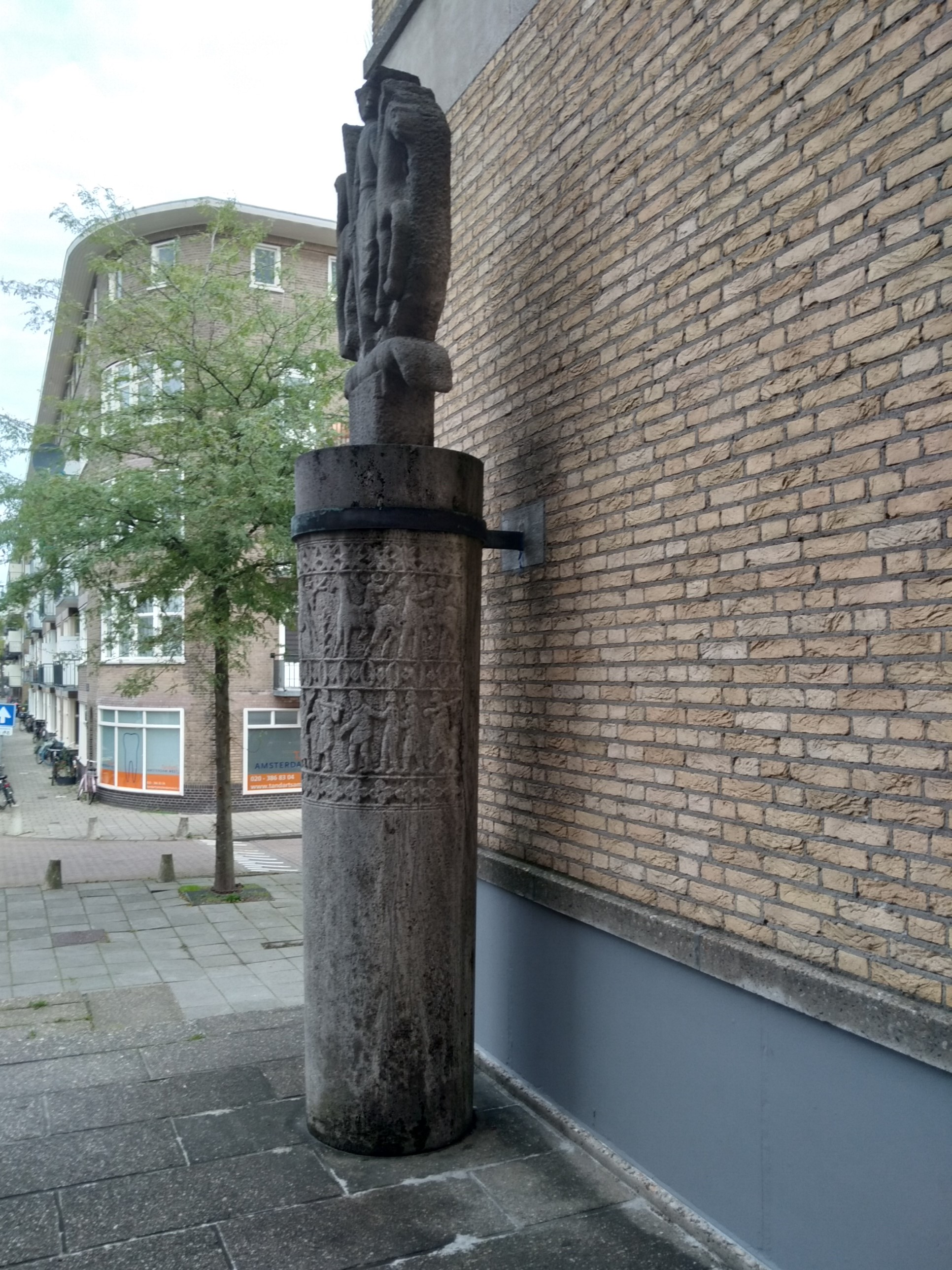
Plat beeld (oktober 2020)